# دفنی کورتنی
دَفنی کورتنی (انگلیسی: Daphne Courtney؛ زادهٔ ۲۸ ژوئن ۱۹۱۶) بازیگر اهل آفریقای جنوبی است.
از فیلم‌هایی که وی در آن نقش داشته‌است، می‌توان به پایان خوش، پدر و پسر و تختخواب و صبحانه اشاره کرد.